# Departamento de Ayacucho
Ayacucho es un departamento de la República del Perú situado en el centro sur del país, en la región andina, limitando al norte con Junín, al noreste con Cuzco, al este con Apurímac, al sur con Arequipa, al oeste con Ica y al noroeste con Huancavelica. Con 14 hab./km² es el séptimo menos densamente poblado, por delante de Pasco, Moquegua, Amazonas, Ucayali, Loreto y Madre de Dios, el menos densamente poblado. Se fundó el 25 de abril de 1822.
Comprende provincias de ambas vertientes de la cordillera de los Andes (oriental y occidental).  Tiene una superficie de 43,8 mil km², que en términos de extensión es similar a la de Dinamarca o Estonia, y una población hacia 2007 de 613 mil habitantes.

## Historia

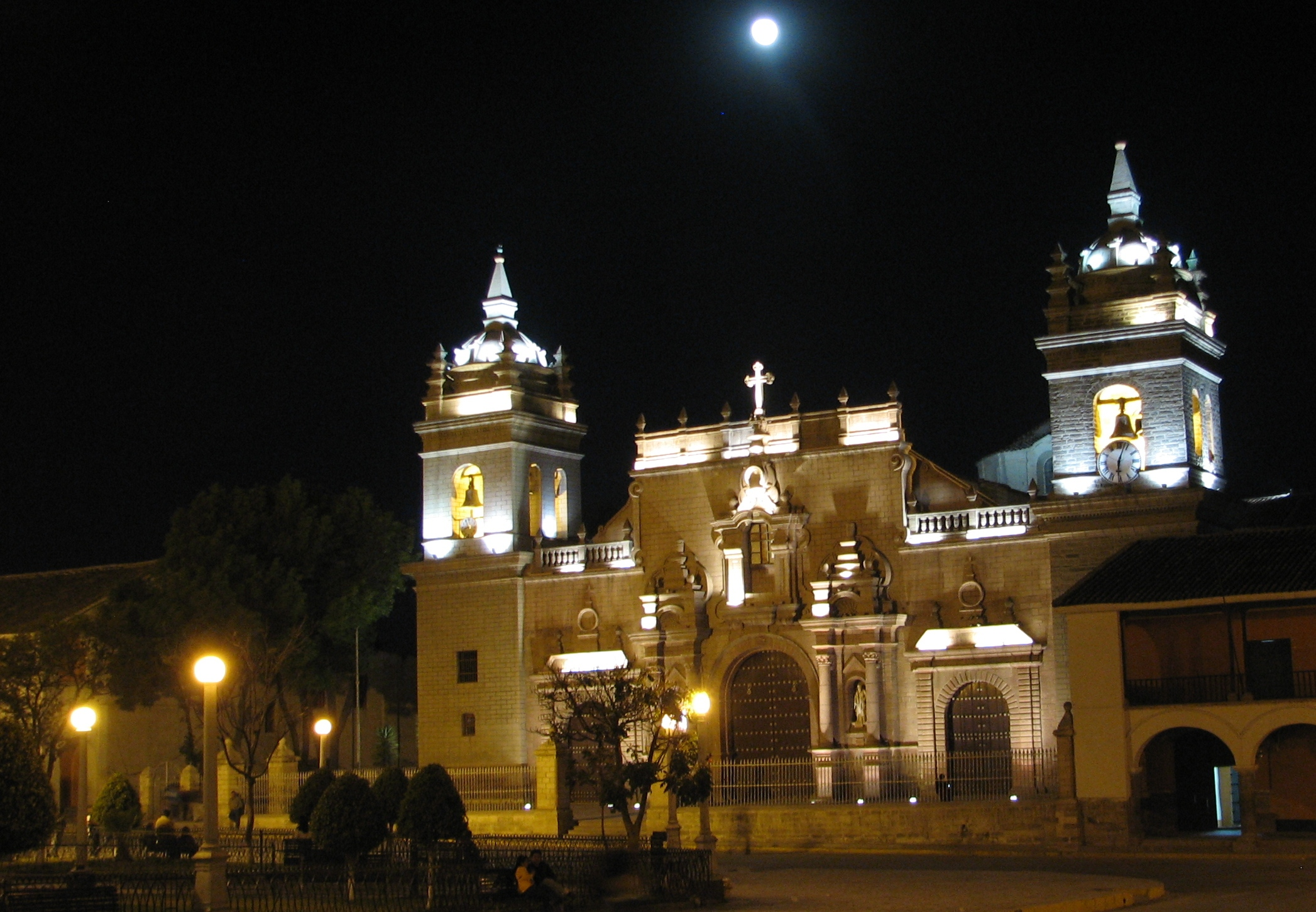
Catedral de Ayacucho iluminada.

El territorio ayacuchano tuvo presencia humana hace 20,000 años a. C. en la cueva de Pikimachay.
Alrededor de 367 y 500 d. C. se asentaron diversos grupos humanos en la región, que posteriormente pasarían a conformar la civilización wari que se expandió hacia el norte y sur del Perú. Siendo la gran urbe de Wari, la capital. Con la caída de la cultura wari nace la Nación Chanka. Pachacútec conquistó la región, encontrando una oposición obstinada por parte de los chankas. Fue tal la mortandad en los combates que dieron lugar al nombre quechua de aya kuchu, que literalmente significa rincón de muertos o morada del alma. Con el dominio inca se construye Vilcashuamán, la construcción inca más importante de la zona.
Por orden de Pizarro se fundó la ciudad de "San Juan de la Frontera de Huamanga" el 29 de enero de 1539, para que al año siguiente, el 25 de abril de 1540 este pueblo sea trasladado al paraje de Pukaray que es donde actualmente esta afincada la ciudad. En 1677 se fundó la Universidad Nacional San Cristóbal de Huamanga. Entre sus personajes más notables que lucharon contra la corona encontramos a María Parado de Bellido, quien fue fusilada por luchar contra el sistema virreinal. Fue con la Batalla de Ayacucho (9 de diciembre de 1824) que se consolidó la Independencia del Perú y de América del Sur hispana.  Uno de los ayacuchanos más célebres es el Mariscal Andrés Avelino Cáceres que fue uno de los que dieron lucha sin tregua en la guerra con Chile.

## Geografía

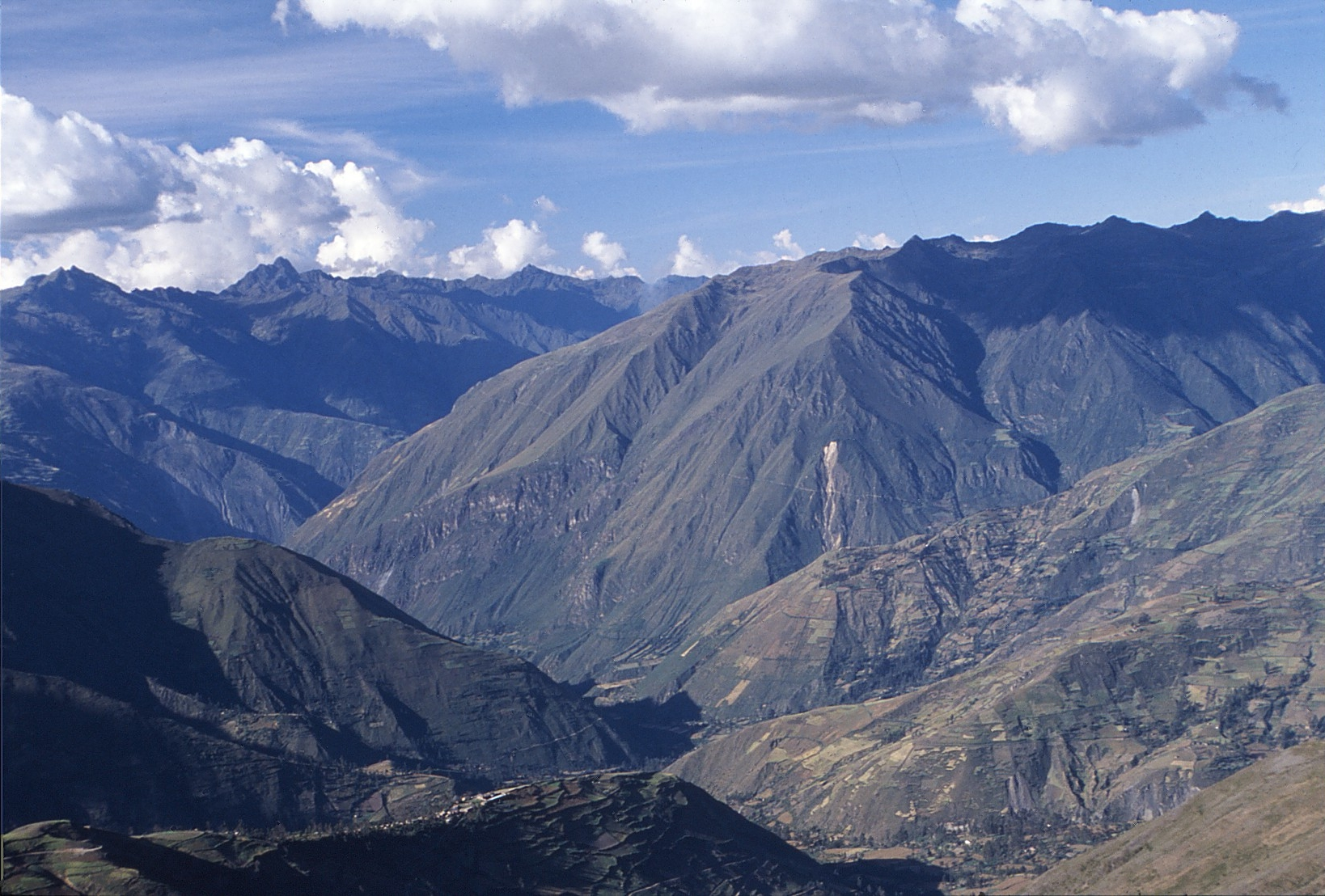
La cordillera de los Andes en Ayacucho.

Ubicado en la región de la sierra, limita al norte con Junín; por el noroeste con Huancavelica por el oeste con Ica; por el sur con Arequipa; por el este con Apurímac y por noreste con el Cuzco.
En cuanto a sus límites naturales, tenemos que por el norte, el principal y único se encuentra constituido por el río Mantaro y la boca del río Apurímac. Con Cuzco, hacia el noroeste, el límite es el curso medio y bajo del Pampas sirve de frontera con el Apurímac. Con este departamento el límite prosigue por el curso alto del río Sora, el cual es una de las principales nacientes.
Su suelo es muy accidentado por el cruce de dos cordilleras que lo dividen en cuatro unidades orográficas: montañosa y selvática en el extremo norte, de abrupta serranía al centro, de altiplanicies al sur y de quebradas al extremo sur.
- Superficie: 43 814,80 km².
- Latitud: 12°7′7″ S.
- Longitud: entre meridianos 74°23′5″ O y 75°8′16″ O.
- Altitud media del departamento 2.746 m s.n.m. [cita requerida]
- Ríos más importantes: río Apurímac, Pampamarca, Sondondo, Lucanas y Pampas.
- Nevados:  Ccarhuarazo (5.112 m s. n. m.).
- Volcanes: Sara Sara (5.505 m s. n. m.).
- Abras: abra apacheta(4700 m.s.n.m)
- Lagunas: Parinacochas.

### Hidrografía
Ayacucho cuenta con 5 cuencas formados por los estos 5 ríos principales: Río Apurímac al noreste, Pampas en el centro, el Kachimayu al noroeste, Mantaro al norte y el río Cachi.
El Departamento de Ayacucho cuenta con lagunas sonadas. Estas son: 
- Laguna de Parinacochas, ubicado en la Provincia de Parinacochas , Distrito de Coracora.
- Laguna Yaurihuir, ubicado en la Provincia de Lucanas, Distrito de Puquio.
- Laguna Islacocha, ubicado en la Provincia de Lucanas, Distrito de Puquio.
- Laguna Parcco, ubicado en la Provincia de Parinacochas , Distrito de Coracora.
- Laguna Tipicocha, ubicado en la Provincia de Lucanas.
- Laguna Apinacocha, ubicado en la Provincia de Lucanas.
- Laguna Turpoccocho, ubicado en la Provincia de Lucanas, Distrito de Aucará.
- Laguna Huachoajasa, ubicado en la Provincia de Víctor Fajardo, Distrito de Hualla.
- Laguna Jallacocha, ubicado en la Provincia de Huanca Sancos, Distrito de Sancos
- Laguna San Valentín, ubicado en la Provincia de Sucre, Distrito de Querobamba.
- Laguna Cuchoquesera, ubicado en la Provincia de Cangallo, Distrito de Chuschi.

### Sectores geográficos
Ayacucho se encuentra atravesado, hacia el norte, por las estribaciones de la cordillera de Rasohuilca, y hacia el centro-sur, por la cordillera del Huanzo.
Estos ejes sirven de marco para diferenciar dos grandes sectores:[cita requerida]
- Sector selvático tropical: Ocupa gran parte del área de las provincias de Provincia de Huanta y Provincia de La Mar, concentrándose sobre todo en las vertientes que miran hacia el este. Este territorio muy accidentado con drenajes diferenciados y paisajes típicos de ceja de selva y selva alta.

Entre los principales cursos que conforman la hidrografía de este sector tenemos a los ríos Imaybamba y Viscatán, y las quebradas Panhuamayo, Sanabamba y Canaire, todas las cuales conforman estrechos valles que terminan en el río Mantaro. El clima de este sector presenta dos subtipos: en la ceja de la selva es templado-cálido con altas temperaturas en el día y bastante frescas en la noche. Otra característica es la alta nubosidad que se mantiene a lo largo de todo el año, además de las altas precipitaciones que se manifiesta durante los meses de verano. En la selva alta, es decir, cálido-húmedo y lluvioso.
- Serranía central: Este sector parte de los límites de las estribaciones andinas del este hasta las cadenas montañosas del centro-sur del departamento. Entre los principales cerros que estructuran la orografía del sur del territorio ayacuchano tenemos a Mollepunco, Jispijahuanja, Lajarangra, Huamanraso, Cceello Machay, Jerunta y Antapunco. A partir de esta línea orográfica, y siempre con dirección norte, empezamos a apreciar una compleja geografía conformada por altas punas, vertientes muy promunciadas y valles interandinos irrigados por ríos que alimentan finalmente tanto al Apurimac como al Mantaro.

La geología del sector se encuentra conformada por depósitos sedimentarios, ígneos y volcánicos. El primer grupo de materiales sedimentarios, formados en épocas del Paleozoico Superior, se halla dispuestos en una franja en dirección NO-SE y tiene por características ser abundantemente fosilífero y estar actualmente muy erosionada y desgastado por el paso del tiempo.

### Clima
Es de clima frío, pero muy benigno. En sus valles el calor aumenta por cada metro que se desciende.  En la capital, la temperatura durante el día es de aproximadamente 14 - 15 Cº, y en las noches baja hasta unos pocos grados bajo cero (en meses de invierno muy frío).

## División administrativa

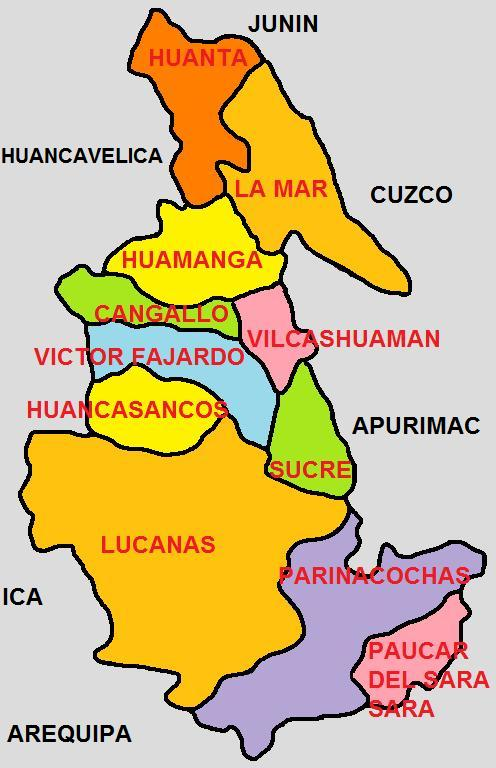
Provincias de Ayacucho.

El Departamento tiene un área total de 43 821.08 km² con una población de 696 152 habitantes y está conformada por 11 provincias:
| Provincias del departamento de Ayacucho | Provincias del departamento de Ayacucho | Provincias del departamento de Ayacucho | Provincias del departamento de Ayacucho | Provincias del departamento de Ayacucho | Provincias del departamento de Ayacucho | Provincias del departamento de Ayacucho |
| Ubigeo                                  | Provincia                               | Capital                                 | Distritos                               | Superficie                              | Población 2016                          | Altitud m s. n. m.                      |
| --------------------------------------- | --------------------------------------- | --------------------------------------- | --------------------------------------- | --------------------------------------- | --------------------------------------- | --------------------------------------- |
| 0501                                    | Huamanga                                | Ayacucho                                | 16                                      | 3 099.52                                | 281 270                                 | 2 760                                   |
| 0502                                    | Cangallo                                | Cangallo                                | 6                                       | 1 889.42                                | 33 846                                  | 2 570                                   |
| 0503                                    | Huanca Sancos                           | Huanca Sancos                           | 4                                       | 2 862.33                                | 10 362                                  | 3 422                                   |
| 0504                                    | Huanta                                  | Huanta                                  | 13                                      | 3 886.14                                | 110 137                                 | 2 642                                   |
| 0505                                    | La Mar                                  | San Miguel                              | 15                                      | 4 306.64                                | 88 747                                  | 2 647                                   |
| 0506                                    | Lucanas                                 | Puquio                                  | 21                                      | 14 494.64                               | 68 534                                  | 3 221                                   |
| 0507                                    | Parinacochas                            | Coracora                                | 8                                       | 5 968.32                                | 33 405                                  | 3 178                                   |
| 0508                                    | Páucar del Sara Sara                    | Pausa                                   | 10                                      | 2 096.92                                | 11 038                                  | 2 518                                   |
| 0509                                    | Sucre                                   | Querobamba                              | 11                                      | 1 785.64                                | 11 993                                  | 3 508                                   |
| 0510                                    | Víctor Fajardo                          | Huancapi                                | 12                                      | 2 260.19                                | 23 532                                  | 3 102                                   |
| 0511                                    | Vilcashuamán                            | Vilcashuamán                            | 8                                       | 1 171.32                                | 23 288                                  | 3 482                                   |

## Autoridades

### Regionales
Como todos los departamentos del Perú y la [Provincia Constitucional del Callao], el Departamento de Ayacucho conforma posee un Gobierno Regional propio.
- 2019 - 2022[6]
  - Gobernador Regional: Wilfredo Oscorima Nuñez, de Wari Llaqta.
  - Vicegobernador Regional: Gloria Socorro Falconí Zapata, de Musuq Ñan.
  - Consejeros:

  1. Huamanga:
    - Dante Alex Medina Gutiérrez  (Desarrollo Integral de Ayacucho)
    - Elizabeth Prado Montoya (Musuq Ñan)
    - Javier Berrocal Crisóstomo (Qatun Tarpuy)

  2. Cangallo:
    - Wilber Huashuayo Hinostroza (Movimiento Regional Gana Ayacucho)
    - Welfrido Tenorio Velásquez (Musuq Ñan)

  3. Huanta:
    - Oscar Oré Curo (Qatun Tarpuy)
    - Cleofé Pineda Gamboa (Musuq Ñan)

  4. La Mar:
    - Roger Palomino Vilcatoma (Qatun Tarpuy)
    - Heiser Alejandro Anaya Oriundo (Musuq Ñan)

  5. Lucanas: Hermilio Linares Neyra (Movimiento Regional Gana Ayacucho)
  6. Parinacochas: César Augusto Moscoso Céspedes (Qatun Tarpuy)
  7. Víctor Fajardo: Eulogio Cordero García (Qatun Tarpuy)
  8. Huanca Sancos: Edgar Raúl Olivares Yanqui (Musuq Ñan)
  9. Vilcas Huamán: Mario Benigno Valdez Ochoa (Movimiento Regional Gana Ayacucho)
  10. Páucar del Sara Sara: Verónica Silvia Vargas Huayta (Musuq Ñan)
  11. Sucre: Ysabel De la Cruz Jorge (Musuq Ñan)

### Religiosas
- Arzobispo de Ayacucho: Monseñor Salvador Piñeiro García-Calderón.[7]

## Transporte
Aeropuerto:
- Coronel FAP Alfredo Mendivil Duarte en la ciudad de Ayacucho.
- Aeródromo de Vilcas huamán en el distrito de Vilcashuamán.
- Aeródromo de Santa Rosa en el Distrito de Santa Rosa.
- Aeródromo de Palmapampa en el ciudad de Palmapampa.

Terminal terrestre:
- Terrapuerto Libertadores de América

Terrestre:
- La vía Los Libertadores Wari, que inicia en San Clemente, Ica.
- La Interoceánica sur recorre a partir de Nazca hacia el distrito de Puquio camino a Abancay y luego al Cusco.
- La autopista S3 SUR sale de la ciudad de Ayacucho a la ciudad de Andahuaylas, Abancay y Cusco.
- La autopista 32A recorre a partir la Abra Toccto autopista S3 SUR y recorre CondorCcocha, Pampa Cangallo, Cangallo, Huancapi, Hualla, Canaria, Querobamba, Valle Sondondo, puquio, y llega a la ciudad de Coracora.
- La autopista de Vilcas Huamán empieza de la autopista de 32A desde Condorccocha y llega a Vischongo, Vilcashuamán, Andahuaylas.
- La autopista de S3 NORTE sale de la ciudad de Ayacucho hacia la ciudad Huanta y llega a la ciudad de Huancayo

El tiempo de viaje en bus desde Lima es de 9 horas y en vehículo ligero es de 8 horas.
El departamento de Ayacucho alberga el 10% de las carreteras del Perú.
Solo el 47% de las carreteras de Ayacucho se encuentran asfaltado.

## Economía
De acuerdo a la estructura productiva de 2006, Ayacucho aportó el 4,1 por ciento del Valor Agregado Bruto (VAB) nacional, manteniendo su participación respecto a lo registrado en el año base 1994. La dinámica de la economía departamental está influenciada básicamente por el comportamiento de los sectores agropecuario, servicios gubernamentales, comercio, otros servicios y construcción, que en conjunto contribuyen con el 78,9 por ciento al VAB departamental.
El sector primario (extractivo), contribuye con el 25,6% del VAB departamental, siendo la actividad agropecuaria la principal, con una participación del 22,1%, seguida de la actividad minera con el 3,5%.
El sector secundario (transformación), representa el 22,3%, sobresaliendo el sector construcción con el 11,3%.
Finalmente, el sector terciario representa el 52,0% del VAB departamental, destacando servicios gubernamentales (17,4%), comercio (15,7%) y otros servicios (12,4%).

## Turismo

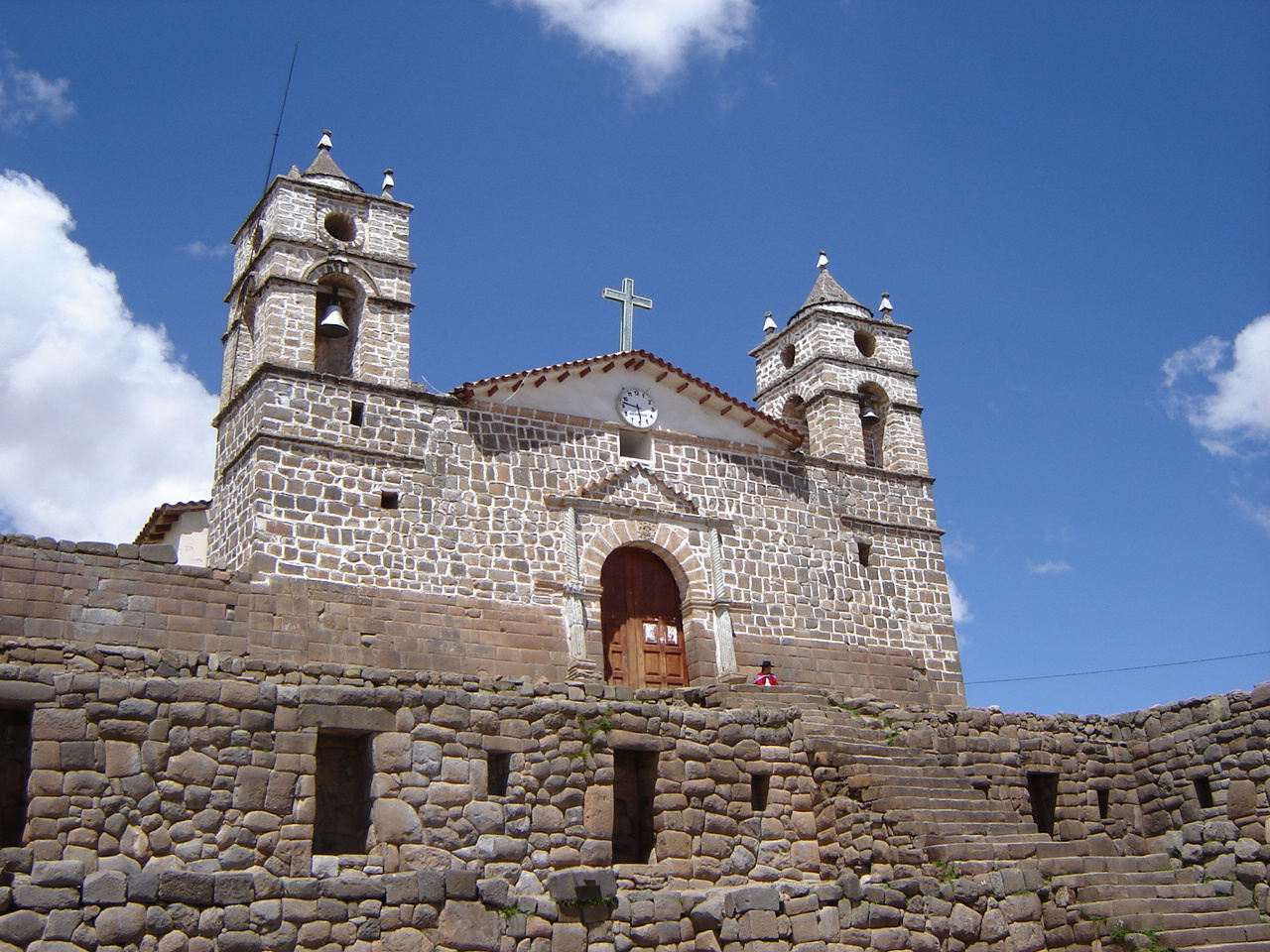
Vilcashuamán.

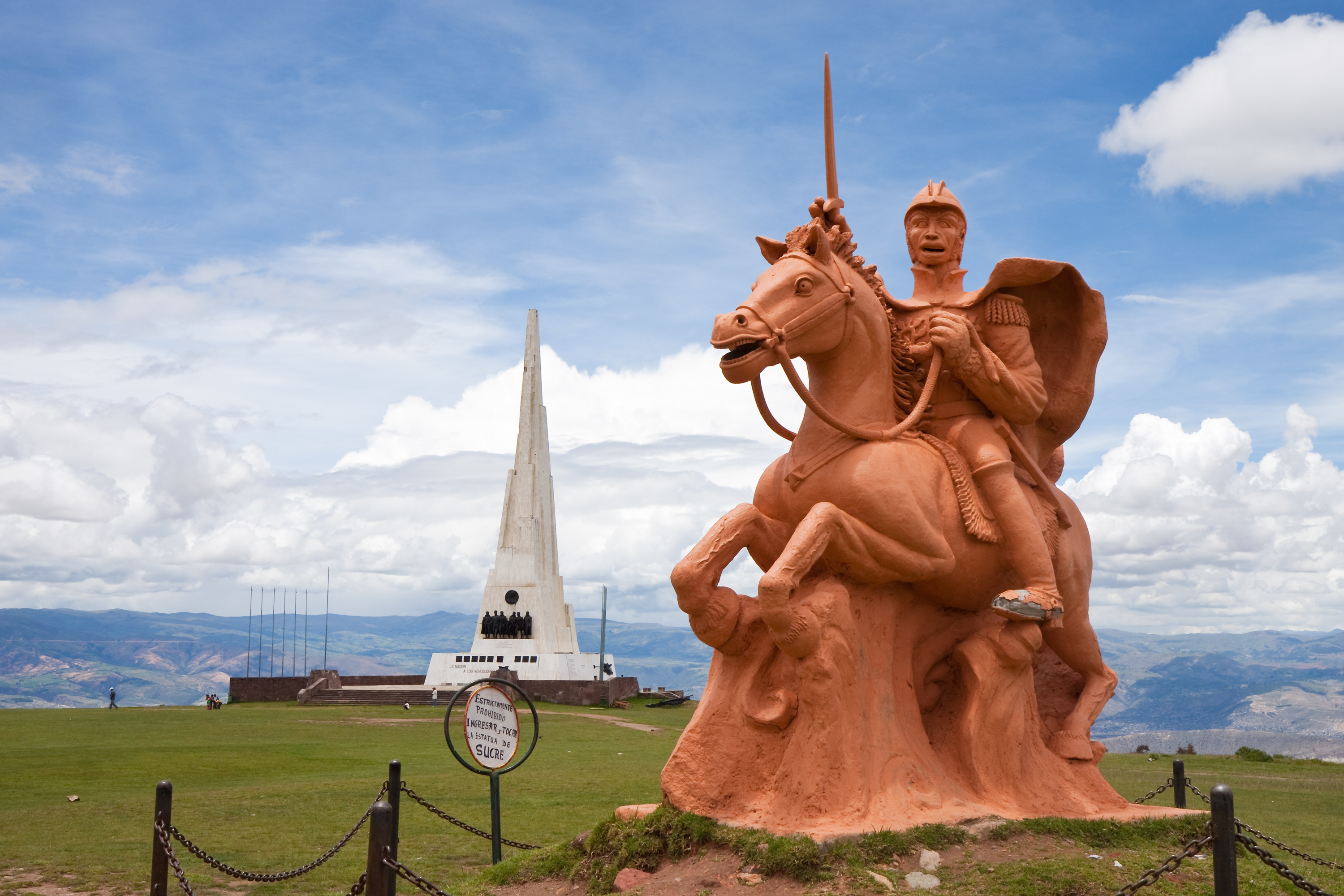
Pampa de la Quinua.

Ayacucho es la "Ciudad de las Iglesias, el Arte y el Huayno", pues existen 33 templos coloniales preciosamente elaborados con altares de plata y pan de oro; tiene un arte reflejado en sus Retablos Ayacuchanos, las artesanías de Quinua, la famosa piedra de Huamanga y todos los telares hechos a mano; Ayacucho es cuna del buen huayno, gracias a sus máximos exponentes , compositores y cantores de este género. Su Plaza de Armas y sus pórticos tienen una serena belleza. Además, se pueden visitar el depósito de los Chumbis, el reservorio de Yana Huajkra, las ruinas de Piedra Pulida, Wari, Wiqchana, la fortaleza de Vilcashuamán, los andenes de Andamarca, la ciudadela de Caniche, la Catarata de Puza Paqcha, las pampas de la Quinua y de Cangallo; asimismo, asistir a las célebres festividades religiosas.  Es célebre la Semana Santa en la capital ayacuchana, considerada como la mayor celebración de Semana Santa del Perú y América.
También se puede visitar: El Museo Cívico religiosa en la Catedral, el Palacio de los Marqueses de Mosobamba, el Museo Histórico Regional y apreciar el magnífico arte artesanal en el Barrio de Santa Ana (Barrio de los artesanos), donde puede apreciar y comprar magníficas obras de artes hechas en Piedra de Huamanga (alabastro).
Es posible visitar también la Pampa de Ayacucho y el Templo de Santo Domingo, frente al pueblo de la Quinua, donde se consolidó la independencia de América.
El departamento de Ayacucho también cuenta con selva alta a la cual pertenecen el Distrito de Sivia en el cual se encuentra el zoológico de Sivia o parque natural en la cual se encuentran: lagartos, aves, monos, peces, otorongos, etc; animales propios del lugar y una gran variedad de orquídeas.  Para llegar a Sivia se toma las empresas que van hacia al VRAE desde la ciudad de Ayacucho.

## Educación
- Colegios públicos y privados:
  - Total: 200.
    - Educación inicial: 363
    - Educación primaria: 1 454.
    - Educación secundaria: 249.
- Universidades:
  - Universidad Nacional San Cristóbal de Huamanga.
  - Universidad Católica Los Ángeles de Chimbote
  - Universidad Alas Peruanas.
  - Universidad de Ayacucho Federico Froebel
  - Universidad Nacional  Autónoma de Huanta.

## Flora
En el departamento de Ayacucho se han identificado 16 unidades vegetales de las cuales destacan la vegetación arbustiva, césped de puna y pajonales cada uno representando 23.23, 21.98 y 20.73% respectivamente; las unidades de césped de Puna y Pajonales localizados entre los 3800 a 4500 m s.n.m., representan ambos el 42.7% del territorio de la región
Las especies predominantes de éstas unidades son:
- Pajonal(tiene un área de 903 058.98):
  - En mayor abundancia
    - Stipa obtusa.
    - Stipa ichu.
    - Calamagrostis macrophylla.
    - Aciachne pulvinata.

  - En menor abundancia están las siguientes especies: Calamagrostis vicunarum, Stipa brachyphylla, Festuca dolichophylla, Muhlembergia peruviana, M. ligularis, Rockhausenia nubigena, Scirpus rigidus y otras.

- Césped de Puna(tiene un área de 957 514.31):
  - Calamagrostis vicunarum.
  - Lucilia tunariensis.
  - Muhlenbergia ligularis.
  - Muhlenbergia fastigiata.
  - Aciachne pulvinata y otras.

- Bofedales (tiene un área de 56 613.57):
  - Distichia muscoides (con una cobertura de más del 90%).
  - Con menos representatividad están las: Calamagrostis curvula, C. rigescens, C. crysantha, C.jamesoni, Werneria pilosa, Alchemilla pinnata, Muhlembergia fasigia.
  - En cuanto a las plantas acuáticas, especies sumergidas, como Elodea potamogeton y Myriophyllum quitense, mientras que otras tenían partes sumergidas y partes aéreas como Ranunculus flagelliformis y Lilaeopsis macloviana.

- Bosques de Chachacomos (tiene un área de 1 578.91): con gran predominancia de Escallonia resinosa.

- Bosques de Paty (tiene un área de 648.70): con este nombre se conocen hasta 4 especies en el departamento las cuales son la Carica candicans en la cuenca del Mantaro, Chicha Soras y sur de Ayacucho en las cabezadas; Erioteca vargasi en la cuenca del Pampas y San Miguel en la zona conocida como Patibamba; Convulus vargasiana

norte de Ayacucho; y Vasconsella sp. en el complejo arqueológico de Wari.
- Bosque de Queñua (tiene un área de 21 254.54): con gran predominancia de Polylepis sp. asociado a otras especies como o "canlli" Margiricarpus sp, Gynoxis sp.; "taya" Baccharis sp., Chuquiraga sp.; como vegetación de piso se presentan algunas herbáceas, siendo las más comunes: Calamagrostis sp., Stipa ichu y Pycnophyllum sp.

- Bosques de Titanca (tiene un área de 6 817.67 ): con gran predominancia de Puya raimondii.

- Bosques Andinos Relictos(tiene un área de 13 630.50):se encuentran de manera fraccionada con predominancia de especies de las familias Podocarpaceae, Lauraceae, Myartaceae, Myrcinaceae y Rosaceae

- Unidades de cultivos (tiene un área de 500 457.64)

- áreas con muy escasa vegetación (tiene un área de 48 0174.43)

- bosques de montañas altas (tiene un área de 288 035.08) y montañas bajas(tiene un área de 6 543.36).

- bosques de terrazas altas y terrazas bajas y medias (tiene un área de 3 454.05).

- Por último bosque seco (tiene un área de 74 888.46).

- Bosques Andinos Relictos(tiene un área de 13 630.50).

- Vegetación Arbustiva

## Fauna

### Fauna endémica
Se realizó el estudio de la composición de la fauna silvestre, cuyo ámbito de estudio abarcó las 11 provincias de la región de Ayacucho. La diversidad de fauna silvestre para el departamento de Ayacucho está representada por 928 especies (no están incluidas la taza de los peces e insectos). Las aves son la taza más representativa y con mayor riqueza, se registran 707 especies de aves; los mamíferos están representados por 159 especies; para los anfibios se registran 42 especies; y, en reptiles se reporta 20 especies.
Estos son:
- Mamíferos:
  - Orden Cingulata:
    - Familia Dasypodidae:
      - Dasypus pilosus (Armadillo peludo).

  - Orden Chiroptera:
    - Familia Phillostomidae:
      - Mimon koepckeae (Murciélago de hoja nasal peluda de Koepcke).
      - Sturnira nana (Murciélago frugívoro enano).

    - Familia Molossidae:
      - Tomopeas ravus (Murciélago de orejas romas).

  - Orden Rodentia:
    - Familia Dasyproctidae:
      - Dasyprocta kalinowskii (Añuje).

    - Familia Sciuridae:
      - Sciurus pyrrhinus (Ardilla rojiza)

    - Familia Cricetidae:
      - Akodon juninensis (Ratón campestre de Junín).
      - Akodon surdus (Ratón campestre de vientre pizarra).
      - Akodon torques (Ratón campestre de bosque montano).
      - Calomys sorellus (Ratón vespertino rojizo).
      - Phyllotis amicus (Ratón orejón amigo).
      - Thomasomys gracilis (Ratón montaraz delicado).
      - Thomasomys incanus (Ratón montaraz incaico).
      - Thomasomys kalinowskii (Ratón montaraz de kalinowski):
      - Thomasomys taczanowskii (Ratón montaraz de Taczanowsk).

- Anfibios:
  - Orden Anura:
    - Familia Amphignathodontidae:
      - Gastrotheca excubitor (Rana marsupial).
      - Gastrotheca pacchamama (Rana marsupial).
      - Gastrotheca peruana (Rana marsupial).
      - Gastrotheca rebeccae (Rana marsupial).

    - Familia Bufonidae:
      - Truebella tothastes (sapo).

    - Familia Centrolenidae:
      - Cochranella ocellata (Rana de cristal).
      - Cochranella spiculata (Rana de cristal).
      - Nymphargus phenax (Rana de cristal).

    - Familia Ceratophryidae:
      - Telmatobius intermedius (Rana, Karia).
      - Telmatobius jelskii (Rana, Karia).

    - Familia Hylidae:
      - Hypsiboas palaestes (Rana).

    - Familia Strabomantidae:
      - Hypodactylus lucida (Sapo).
      - Pristimantis rhabdolaemus Sapo).
      - Pristimantis scitulus (Sapo).
      - Phrynopus ayacucho (sapo).

  - Orden Caudata:
    - Familia Plethodontidae:
      - Bolitoglossa digitigrada.